# Dreiherrenspitze
Dreiherrenspitze är en bergstopp i Österrike på gränsen till Italien. Den ligger i den centrala delen av landet. Toppen på Dreiherrenspitze är 3 499 meter över havet, eller 755 meter över den omgivande terrängen.
Den högsta punkten i närheten är Großvenediger, 3 662 meter över havet, 9,1 km nordost om Dreiherrenspitze.
Trakten runt Dreiherrenspitze består i huvudsak av kala bergstoppar och isformationer.